# Frontier Enterprises
Frontier Enterprises (フロンティア・エンタープライズ?) era una compañía con sede en Tokio dedicada al doblaje de películas y medios japoneses para el idioma inglés. Frontier hizo trabajos para Toho International, Toei Animation y Shochiku Company, doblando sus películas al inglés para su exportación.
Junto con Titra Studios de Nueva York, Associated Recording Artists de Roma y Axis y Omni Productions de Hong Kong, Frontier fue una de las primeras pioneras en el doblaje en inglés.

## Historia
Frontier Enterprises fue fundada en 1964 por el veterano de guerra de Corea nacido en Cincinnati, William Ross, cuyos planes iniciales de la posguerra fueron unirse al Departamento de Estado Japonés, pero en cambio se involucró con la industria cinematográfica japonesa. Se involucró en la industria del doblaje en 1959, por recomendación del actor japonés So Yamamura. Mostró tal talento para la industria, que el director de doblaje japonés dejó a Ross a cargo el primer día.
A medida que las otras compañías de doblaje con sede en Tokio comenzaron a retirarse, Ross decidió fundar Frontier Enterprises, que pronto comenzó a trabajar para todos los estudios principales, habiendo doblado más de 500 películas de acción en vivo y animadas y programas de televisión. Ross trabajó como escritor de diálogos, director de doblaje y actor de voz, y su esposa hizo la mayoría de las traducciones de los guiones en inglés.
En lugar de utilizar talento profesional, Ross se vio obligado a confiar en cualquier hablante nativo de inglés que pudiera encontrar en Tokio. Los hombres de negocios, estudiantes, músicos, cualquier persona, independientemente de su experiencia como actriz, fueron elegibles para dar sus voces a los doblajes de Frontier. Aun así, Ross realizaría audiciones, asegurándose de contratar a las mejores personas disponibles, y las entrenó a fondo antes de grabar las sesiones.
Frontier es posiblemente más conocido por el doblaje de algunas de las primeras películas de Godzilla, como Ebirah, Horror of the Deep (más tarde conocido como Godzilla vs. the Sea Monster), Son of Godzilla, and Destroy All Monsters. Sin embargo, por razones poco claras, American International Pictures produciría sus propios doblajes para estas películas (apodados por Titra Studios en Nueva York) probablemente debido a que no encontraron los doblajes de Frontier de calidad suficiente. Como resultado, los fanáticos suelen referirse a los doblajes de Frontier como los «doblajes internacionales», ya que a menudo aparecerían en el Reino Unido y otros países europeos de habla inglesa. Los doblajes de Frontier a menudo han aparecido en versiones recientes de DVD y Blu-Ray también.
En la década de 1970, Toho se trasladó a Axis International de Hong Kong y Omni Productions para películas de Godzilla llamadas en inglés. Las razones para esto no están claras, aunque Toho luego encargaría a Frontier que doblara El misterio de Mamo para los vuelos de JAL. Con esto, Frontier comenzó a moverse en gran medida en las películas animadas japonesas a finales de los años 70 y durante la década de los 80. Estas películas se lanzarían principalmente en VHS por Celebrity Home Entertainment bajo su etiqueta «Just For Kids» durante los años 80.
En la década de 1990, Frontier comenzó a pasar a la actuación de voz para videojuegos, que es donde se centraría principalmente hasta que Ross se retiró y la compañía cerró en 2000.

## Obras dobladas

### Series de televisión
- The Samurai (1962-1965)

- Phantom Agents (1964-1966)

### Películas
- The Last War (1961)
- Attack Squadron! (1963)
- Ebirah, Horror of the Deep (1966)
- Gappa: The Triphibian Monster (1967)
- The Killing Bottle (1967)
- King Kong Escapes (1967)
- Son of Godzilla (1967)
- Booted Babe, Busted Boss (1968)
- Destroy All Monsters (1968)
- Battle of the Japan Sea (1969)
- The Bullet Train (1975)
- Legend of Dinosaurs & Monster Birds (1977)
- Princess from the Moon (1987)

### Anime

#### Series
- Phantaman (1967-1968)
- Choppy & the Princess (1967-1968)

#### Películas
- The Little Prince & the Eight-Headed Dragon (1963)
- Lupin the 3rd: The Mystery of Mamo (1978)
- Cyborg 009: The Legend of the Super Galaxy (1980)
- Voltus 5 (1980) (película de compilación)
- Space Warrior Baldios (1981)
- Swan Lake (1981)
- Aladdin & the Wonderful Lamp (1982)
- Arcadia of My Youth (1982)
- The Dagger of Kamui (1985)
- Shenron no Densetsu (1986) (presunto)

### Videojuegos
- Ys III: Wanderers from Ys (1989)
- Dynasty Warriors 2 (2000)
- WinBack: Covert Operations (2000)

## Actores de doblaje
Los actores de voz comúnmente utilizados en los doblajes de Frontier:
- Jasmine Allen
- Lanny Broyles
- Bill Calhoun
- Walter Carroll
- Tom Clark
- Nanny Cullucci
- Debora Davidson
- Jerry Davidson
- Deborah DeSnoo
- Robert Dunham (†)
- Ken Frankel
- Barry Gjerde
- Tracy Gleason
- Will Gluck
- Peter Von Gomm
- Lenne Hardt
- Cliff Harrington (†)
- Dean Harrington
- Michelle Hart
- Ruth Hollyman
- Don Johnson
- James Keating
- Eric Kelso
- Don Knode (†)
- Steve Knode
- Patricia Kobayashi (†)
- Avi Landau
- Nancy Link
- Clay Lowrey
- Paul Lucas
- Mary Malone
- Jeff Manning
- Jack Marquardt
- Corey Marshall
- Lindsay Martell
- Leighton McClure
- Scott McCulloch (†)
- Jim McGill
- Burr Middleton
- Didi Moore
- Michael Naishtut
- Richard Nieskens
- Brian Pardus
- Sam Peterson
- Don Pomes
- Frank Rogers
- William Ross (†)
- Judith Sackheim
- Maya Sackheim
- Carrie Sakai
- Akasha Scholen
- Adam Simons
- Justine Simons
- Gerri Sorrells
- Greg Starr
- Rumiko Varnes
- Bud Widom (†)
- Dick Wieand
- Lisle Wilkerson
- Craig Williams
- Toby Williams
- Mike Worman
- Carole Wyand
- Donna Zucatti
- Joseph Zucatti

† fallecido